# ラシュト
ラシュト（ペルシア語: رشت; Rasht [ɾæʃt] ( 音声ファイル)）はイラン北西部の都市でギーラーン州の州都。バンダレ・アンザリー経由のカフカズ・ロシアとイラン間の交易における中心地の1つであり、観光の中心ともなっている。ラシュトの人口は2005年の統計で560,123人である
。

## 気候
| ラシュトの気候                         | ラシュトの気候 | ラシュトの気候 | ラシュトの気候 | ラシュトの気候 | ラシュトの気候 | ラシュトの気候 | ラシュトの気候 | ラシュトの気候 | ラシュトの気候 | ラシュトの気候 | ラシュトの気候 | ラシュトの気候 | ラシュトの気候   |
| 月                                     | 1月            | 2月            | 3月            | 4月            | 5月            | 6月            | 7月            | 8月            | 9月            | 10月           | 11月           | 12月           | 年               |
| -------------------------------------- | -------------- | -------------- | -------------- | -------------- | -------------- | -------------- | -------------- | -------------- | -------------- | -------------- | -------------- | -------------- | ---------------- |
| 最高気温記録 °C （°F）                 | 30 (86)        | 31 (88)        | 34.6 (94.3)    | 37 (99)        | 37.6 (99.7)    | 37 (99)        | 37 (99)        | 37.2 (99)      | 40 (104)       | 37.4 (99.3)    | 36 (97)        | 32 (90)        | 40 (104)         |
| 平均最高気温 °C （°F）                 | 10.8 (51.4)    | 10.9 (51.6)    | 13.1 (55.6)    | 19.0 (66.2)    | 24.2 (75.6)    | 28.3 (82.9)    | 30.5 (86.9)    | 29.9 (85.8)    | 26.8 (80.2)    | 21.7 (71.1)    | 17.7 (63.9)    | 13.6 (56.5)    | 20.54 (68.97)    |
| 平均最低気温 °C （°F）                 | 1.9 (35.4)     | 2.5 (36.5)     | 5.1 (41.2)     | 9.3 (48.7)     | 14.2 (57.6)    | 18.0 (64.4)    | 20.2 (68.4)    | 19.8 (67.6)    | 17.2 (63)      | 12.8 (55)      | 8.3 (46.9)     | 4.2 (39.6)     | 11.13 (52.03)    |
| 最低気温記録 °C （°F）                 | −19 (−2)       | −18 (0)        | −6.4 (20.5)    | −2 (28)        | 3.6 (38.5)     | 5 (41)         | 11 (52)        | 9 (48)         | 7 (45)         | 1 (34)         | −4 (25)        | −10 (14)       | −19 (−2)         |
| 雨量 mm （inch）                       | 147.9 (5.823)  | 119.2 (4.693)  | 111.3 (4.382)  | 61.6 (2.425)   | 53.3 (2.098)   | 38.7 (1.524)   | 40.2 (1.583)   | 73.8 (2.906)   | 142.6 (5.614)  | 230.2 (9.063)  | 170.7 (6.72)   | 166.0 (6.535)  | 1,355.5 (53.366) |
| 平均降雨日数                           | 11.7           | 10.7           | 12.0           | 8.6            | 7.7            | 4.3            | 3.7            | 6.8            | 9.5            | 12.3           | 10.7           | 11.4           | 109.4            |
| % 湿度                                 | 84             | 85             | 84             | 80             | 78             | 74             | 74             | 77             | 82             | 86             | 85             | 85             | 81.2             |
| 平均月間日照時間                       | 89.9           | 79.1           | 71.3           | 114.0          | 161.2          | 204.0          | 210.8          | 167.4          | 138.0          | 108.5          | 93.0           | 86.8           | 1,524            |
| 出典1：World Climate                   |                |                |                |                |                |                |                |                |                |                |                |                |                  |
| 出典2：Shahrekord Meteorology Database |                |                |                |                |                |                |                |                |                |                |                |                |                  |

## 言語
ギーラキー語の話者300万人以上のほとんどがギーラーン州に住む。ギーラキーは、インド・ヨーロッパ語・イラン語派のうち北西イラン語に属する。北西イラン語はギーラキーおよびギーラキーと密接な関係をもつマーザンダラーン語から構成され、ギーラキーはさらにビエ・パスとビエ・ピーシュの2方言に分かれる。ビエ・ピーシュ方言はラーヒージャーンやラングルードなどギーラーン東部で話されるのに対し、ラシュトやフーマーンなどセフィード川より西で話されるのがビエ・パス方言である。ギーラキーは口頭言語であって、イランにおける公用語とはなっていない。
ラシュトの名は、おそらくロスタムに由来するものである。ロスタムは現在のマーザンダラーン州域で「白い悪魔」を掃討したとされる。

## 人びとと文化
ギーラキー語やペルシア語、タリーシュ語を話す人びとがいる。

### 高等教育機関
- ギーラーン大学
- イスラーム自由大学ラシュト
- ギーラーン医科大学
- ラシュト学術ジハード高等教育研究所 （ペルシア語: موسسه آموزش عالي غيرانتفاعي جهاد دانشگاهي رشت）
- Guilan Technical&Vocational Training Organizationاداره کل آموزش فنی و حرفه ای استان گیلان

## 歴史

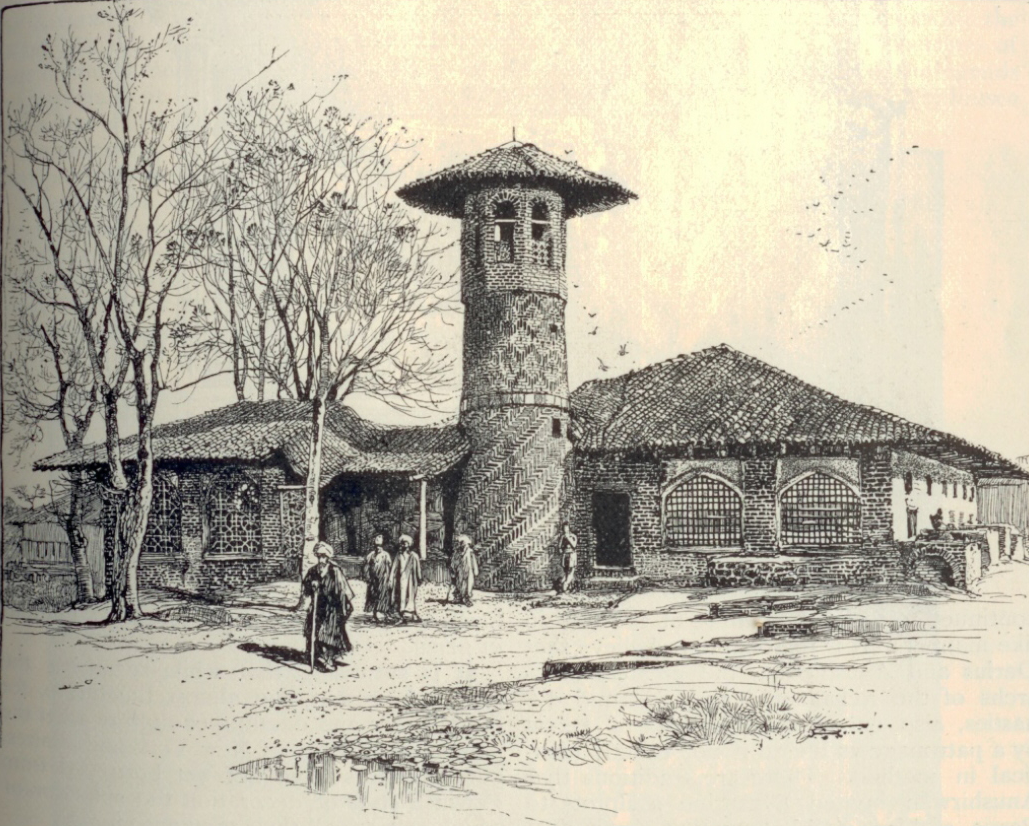
ラシュトの古いモスク （1886年）

ラシュトの文献史料上の初見は682年であるが、おそらく街の歴史はそれより古く、サーサーン朝の時代にはこの地に都市があった。近代にはロシア帝国のピョートル大帝やイギリス軍が進駐した街である。イラン立憲革命ではラシュト蜂起を通じて大きな役割を果たした。

### 年表
682年文献上のラシュトの初見。
1669年カザークの司令官スチェパン・ラージンによる略奪。
1722年 - 1734年第1次ロシア・イラン戦争でのピョートル大帝による占領。
1901年大規模な疫病による荒廃
1917年 - 1920年ラシュトおよび港市バンダレ・アンザリーにおける英露両軍の戦闘。英軍は撤退し、ロシア軍が地域を占領。ラシュトを首都としてギーラーン共和国が成立。1920年、ボリシェヴィキのロシア人がバーザールに放火し大火。多くの市民が避難。
1937年ロシア人からの「通行税」徴収を目的とした暴動発生。鎮圧。
1974年ラシュト最初の大学が設けられる。

## ラシュト出身の著名人
- マジード・サミーイー
- エブラーヒーム・プールダーウード（1885年生）
- ミールザー・クーチャク・ハーン
- フーシャング・エブテハージュ
- マルジャーネ・サトラーピー
- アイドゥン・アグダーシュルー（1940年生）
- ファズロッラー・レザー
- マフムード・ナムジュー
- モハンマド・モイーン
- アルセン・ミナースィヤーン
- アルデシール・モハッセス

## 近郊
- チョマールサーラー
- ゴルサール
- キャルファーバード
- ハーレマム
- ラカーン・シャフル
- マンザリーイェ
- ノグレダシュト
- オスタードサーラー
- ピールサーラー
- ラシュティヤーン
- サガーリスアザーン
- パールク・シャフル
- タフティー